# Alejandro de la Cruz

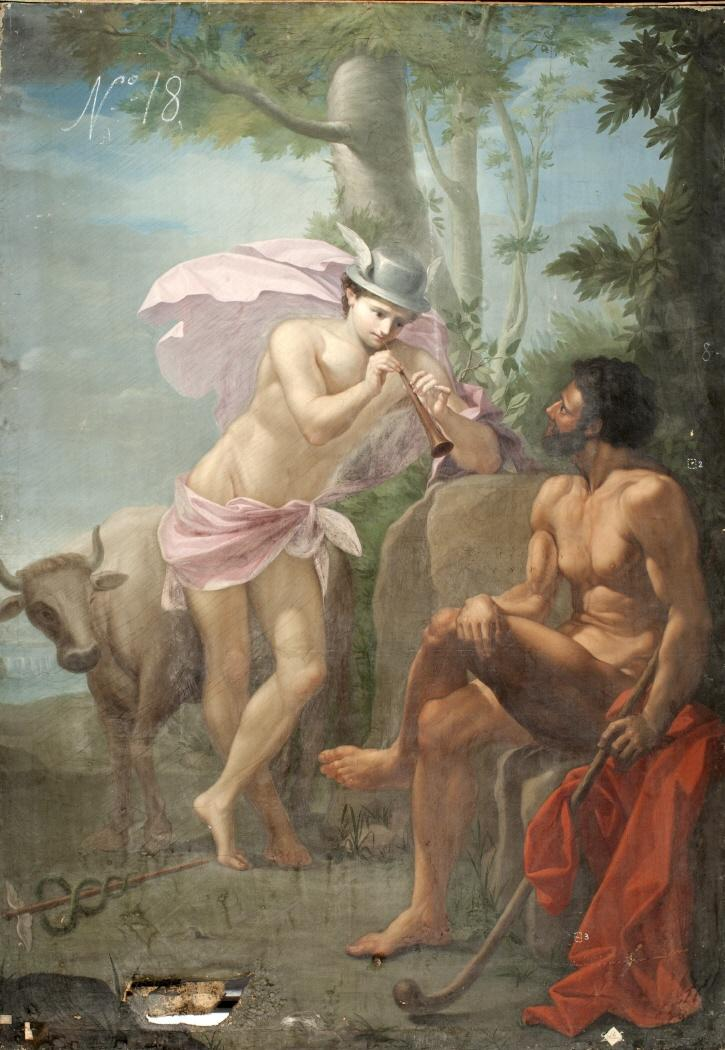
Mercurio y Argos, 1773, óleo sobre lienzo, 244 x 170 cm, Madrid, Real Academia de Bellas Artes de San Fernando.

Alejandro de la Cruz fue un pintor neoclásico español, activo en la segunda mitad del siglo XVIII y discípulo de Anton Raphael Mengs.
Nacido en Salamanca, se formó en Madrid con Mengs y, por su mediación, obtuvo en 1765 una pequeña pensión de la Real Academia de Bellas Artes de San Fernando para proseguir sus estudios en Roma. En Italia copió obras de Guido Reni (Santa Cecilia), Veronés (Rapto de Europa) y Domenichino (Sibila Délfica), entre otros cuadros conservados en el Museo de la Real Academia de Bellas Artes para la que se pintaron junto con un Mercurio y Argos de su invención, fechado en 1773. Los académicos no se mostraron siempre satisfechos con sus progresos ni con las obras que desde Roma enviaba al servicio de la Academia, lo que justificaba por hallarse ocupado en otras tareas, incluida la pintura al fresco de la bóveda del monasterio benedictino de Santa Escolástica en Subiaco, por lo que en 1773 le retiraron la pensión e incluso le denegaron una ayuda para su repatriación, a pesar de lo cual continuó algún tiempo más junto a Mengs en Roma.
De regreso a España, en 1780, el infante Luis de Borbón lo nombró su pintor de cámara y conservador de su colección de pintura, en cuya condición fue retratado por Goya en el cuadro que hizo de La familia del infante don Luis en su exilio en Arenas de San Pedro (1784, Parma, Fundación Magnani-Rocca). A la muerte del infante, en 1785, pasó a trabajar a las órdenes de Mariano Salvador Maella en la restauración de las pinturas de las colecciones reales, cargo del que dimitió tres años después, en respuesta a las quejas de Maella por sus frecuentes ausencias. Pasó luego a trabajar al servicio del arzobispado de Toledo y en 1793 marchó a Zaragoza para dirigir la sección de pintura de la Academia de San Luis, cargo que ostentó hasta su jubilación en 1800. 
Como ayudante de Anton Raphael Mengs, en 1762 recorrió en su compañía el Palacio Real de Madrid y el del Buen Retiro para retirar de ellos los cuadros que mostraban «demasiada desnudez», según contó él mismo en una carta dirigida el 18 de agosto de 1795 a Bernardo de Iriarte, viceprotector de la Academia, en la que se interesaba por una Venus dormida de Tiziano, que era uno de los cuadros recogidos en aquella ocasión por el pintor y teórico alemán, quien lo había conservado en sus aposentos para evitar que fuese quemado, conforme a lo que había sido ordenado por Carlos III.